# Hashgraph
Hashgraph este o tehnologie de registru distribuit și o structură de transfer de date bazată pe un protocol descentralizat, alternativă la blockchain. Hedera Hashgraph este registrul autorizat, iar HBAR este singura criptomonedă a rețelei. Hashgraph este o structură de date și un algoritm de consens mult mai rapid, mai corect și mai sigur decât blockchain. Este descris ca viitorul tehnologiei contabile distribuite. Utilizează două tehnici speciale pentru a obține un consens rapid, corect și sigur: gossip about gossip și virtual voting. Hashgraph este o opțiune excelentă pentru rețelele private.
Hashgraph a fost conceput de către informaticianul american Leemon Baird în 2016. Swirlds Corporation este compania care deține brevetele algoritmului hashgraph. 

## Caracteristici
Arhitectura Hedera Hashgraph este o arhitectură cu trei straturi: stratul internet (inferior), stratul de consens Hashgraph (mijloc) și stratul de servicii (superior).
Limbajul de programare folosit de Hashgraph include LISP și Java. Nucleul este scris în aceste două limbaje de programare.
Hashgraph folosește grafic acrilic direcționat și  contracte inteligente pentru secvențierea în timp a tranzacțiilor fără a le împărți în blocuri.
Spre deosebire de blockchain la care datele sunt stocate în blocuri, hashgraph stochează datele în evenimente care conțin hash-ul evenimentelor parențiale, precum și tranzacțiile și etichetele de timp. Toate nodurile comunică între ele făcând schimb cu cele mai recente stări (evenimente) reale.
Algoritmul de consens al Hedera este Asynchronous Byzantine Fault Tolerance (ABFT), cel mai înalt grad de securitate pe care îl poate oferi un algoritm de consens.
|                                  | Blockchain                         | Hashgraph                                     |
| -------------------------------- | ---------------------------------- | --------------------------------------------- |
| Tranzacții pe secundă            | 7 … 10,000+                        | 100.000+                                      |
| Timp de confirmare a tranzacției | 5-60 minute                        | 5 secunde                                     |
| Taxe de tranzacție               | 20 USD … 50 USD                    | 0,0001 USD … 0,10 USD                         |
| Energie consumată per tranzacție | 100 – 900 Kwh                      | 0,0002 KWh                                    |
| Votare                           | Proof-of-work, Proof-of-stake, etc | Gossip about Gossip, virtual voting           |
| Securitate                       | Hashing criptografic               | Asynchronous Byzantine Fault Tolerance (ABFT) |
| Validarea tranzacției            | de către miner                     | Consens                                       |
| Data lansării                    | 2008                               | 2017                                          |
| Licențiere                       | Open source                        | Brevet                                        |

### Hedera Hashgraph
Hedera este singurul registru public care folosește consensul hashgraph. Gruparea tranzacțiilor în Hedera Hashgraph se face prin structura unică de date hashgraph. Hedera Hashgraph este construit pe tehnologia grafic aciclic direcționat (DAG). Adesea denumit „stratul de încredere al internetului”, Hedera Hashgraph este o rețea publică descentralizată. Contractele inteligente permit transferul bibliotecilor din alte proiecte fără modificări în registrul Hedera.
Hedera este guvernată de un organism cunoscut sub numele de Consiliul de guvernare Hedera, cu 
39 de organizații foarte diversificate ce conduc rețeaua Hedera. Consiliul are sarcina de a conduce nodurile de consens care determină ordonarea tranzacțiilor, să gestioneze software-ul, să voteze modificările, să se asigure că fondurile sunt alocate corect și să protejeze statutul juridic al rețelei în diferite jurisdicții.
Consiliul de guvernare al Hedera Hashgraph include: Boeing, Deutsche Telekom, EDF, FIS WorldPay, Google, IBM, LG, Nomura, Shinhan Bank, Tata Communications, University College London, Wipro ș.a.
Platforma Hedera Hashgraph acceptă Solidity, limbajul de programare orientat pe obiecte pe care îl folosește Ethereum, utilizat în mod obișnuit pentru contractele inteligente. Prin activarea contractelor inteligente, platforma poate fi utilizată pentru a crea aplicații descentralizate (Dapps).
Hedera Hashgraph este utilizat de Hedera Consensus Service (HCS). Serviciul acționează ca un nivel de încredere pentru orice aplicație sau rețea autorizată și permite crearea unui jurnal imuabil și verificabil de mesaje. Mesajele aplicației sunt trimise rețelei Hedera pentru consens, au un marcaj temporal de încredere și sunt ordonate în mod corect. 

### HBAR
HBAR (ℏ)  este criptomoneda nativă a rețelei Hedera. Numărul total de monede HBAR este limitat la 50 de miliarde. Criptomoneda HBAR este utilizată pentru alimentarea rețelei Hedera Hashgraph, ceea ce înseamnă că utilizatorii trebuie să cumpere acest activ pentru a efectua tranzacții și pentru a opera aplicații. Este utilizată și pentru plata taxelor de tranzacție în rețea.